# Hugó, a víziló
A Hugó, a víziló (angol címén: Hugo the Hippo) 1975-ben bemutatott magyar–amerikai rajzfilm, amelynek rendezője William Feigenbaum. 
Az animációs játékfilm producerei Kunz Román és George Barrie. A forgatókönyvet Thomas Baum és William Feigenbaum írta, a zenéjét Bert Keyes és Robert Larimer szerezte. A film a Pannónia Filmstúdió és a Brut Productions gyártásában készült, a MOKÉP forgalmazta. Műfaja zenés film.
Magyarországon 1975. december 25-én, felújított változatban 2024. december 26-án mutatták be a mozikban.
A film grafikai tervezője az új-zélandi Graham Percy volt.

## Cselekmény
A Kolibri-szigeti egyik kikötőjében a cápák állandóan akadályozzák a munkásokat. A sziget uralkodója, a szultán azon töri a fejét, hogy lehetne a helyzetet megoldani. Este egy víziló alakú csillagképet lát az égen, így Aban kánt és csapatát elküldi, hogy keressenek vízilovakat, és ők segítsenek a cápák elleni harcban. A terv sikerül, így fellendül a sziget gazdasága, s a vízilovak hamar fölöslegessé válnak.
Elhatározzák, hogy elpusztítják őket. Mindössze egy víziló marad életben, Hugó, akit a Kurosszáni völgyben élő gyerekek próbálnak megvédeni.

## Alkotók
- Rendezte: William Feigenbaum
- Animációs rendező: Gémes József
- Írta: Thomas Baum, William Feigenbaum
- Zenéjét szerezte: Robert Larimer
- Zenei vezetők: Bert Keyes, Pethő Zsolt
- Operatőr: Bacsó Zoltán, Csepela Attila, Hansági István, Henrik Irén, Klausz András, Neményi Mária[2]
- Hangmérnök: Ad Roest, Arthur Piantadosi, Les Fresholtz, Richard Tyler, Walter Gross, Bérczi Endre
- Vágó: Hap Magda, Sid Cooper, Kern Mária
- Grafikai tervező: Graham Percy
- Animátorok: Bánki Katalin, Cser Tamásné, Hernádi Edit, Jenkovszky Iván, Kaim Miklós, Szabó Szabolcs, Szemenyei András, Szórády Csaba
- Háttérasszisztens: Németh Kálmánné
- Mozgástervezők: Bátai Éva, Hernádi Oszkár, Katona János, Kricskovics Zsuzsanna, Lőrincz László, Tóth Pál, Újváry László
- Rajzolták: Agócs Zsuzsa, Bakai Károlyné, Bánki Katalin, Bárány Zsuzsa, Bátai Éva, Békési Sándor, Bélay Tibor, Cser Tamásné, Danyi Gáborné, Dékány Ferenc, Dr. Székely Gáborné, Fellner István, Fonyódi Katalin, Gyarmathy Ildikó, Gregán Gizella, Halasi Klára, Hangya János, Hernádi Edit, Hernádi Tibor, Hirt Sándor, Javorniczky Nóra, Jenkovszky Iván, Jónák Tamás, Kaim Miklós, Kanics Gabriella, Kálmán Mária, Kárpát Mária, Kecskés Magda, Kiss Iván, Kuzma Istvánné, Lőcsei Vilmosné, Madarász Zoltán, Máday Gréte, Nyírő Erzsébet, Orbán Anna, Rosta Géza, Szalay Edit, Szemenyei Andrásné, Szórády Csaba, Tóth Sarolta, Uzsák János
- Optikai trükkök: Opticals West/N.S.S. (Hollywood), Frank Buccaria Dasie Animation, The Optical House Inc. (New York)
- A hangfelvételek készültek: A.R Recording (New York), Channel Sound (New York), De Lane Lea (London), RKO Sound (New York), The Burbank Studios (Burbank), United-Western (Hollywood)
- Különleges hangeffektek: Bob Biggart, Frank Welker, Jerry Hausner, Nancy Wible, Pat Somerset
- Munkatársak: Fazekas Pál, Fábry Péter, Gyöpös Katalin, Magyarkúti Béla, Körmöci Judit, Losonczy Árpád, Lőrincz Árpád, Maár Mari, Paál Klára, Pintér Erzsébet, Polyák Sándor, Pusztai Ágnes, Somfai István, Szakács Kati, Székely Ida, Tamási Péter, Varga György, Udvarnoki József, Zsebényi Béla
- A rendező munkatársai: Hargitai Károly, Koltai Jenő
- Gyártásvezető: Ács Karola, Romhányi Emmi
- Producer: George Barrie
- Produkciós vezető: Kunz Román
- Magyar szöveg: Szalóky József
- Szinkronrendező: Dr. Márkus Éva

- Készítette a Pannónia Filmstúdió és a Brut Productions[2]

Források:

## Szereplők
| Szereplő                     | Eredeti hang    | Magyar hang                                                                                      |
| ---------------------------- | --------------- | ------------------------------------------------------------------------------------------------ |
| Mesélő                       | Burl Ives       | Bessenyei Ferenc                                                                                 |
| Szultán                      | Robert Morley   | Márkus László                                                                                    |
| Aban-Khan                    | Paul Lynde      | Major Tamás                                                                                      |
| Jorma                        | Ronnie Cox      | Berkes Gábor                                                                                     |
| Jorma apja                   | Percy Rodrigues | Bujtor István                                                                                    |
| Tanító                       | Lance Taylor Sr | Körmendi János                                                                                   |
| Varázsló                     | Jesse Emmett    | Szatmári István                                                                                  |
| Bíró                         | Len Maxwell     | Győrffy György                                                                                   |
| Cápák miatt panaszkodó férfi | N/A             | Miklósy György                                                                                   |
| Elnök                        | N/A             | Kaló Flórián                                                                                     |
| Tudós                        | N/A             | Gyenge Árpád                                                                                     |
| Papagáj                      | N/A             | Szuhay Balázs                                                                                    |
| Jorma anyja                  | N/A             | Szabó Éva                                                                                        |
| Pávián                       | N/A             | Alfonzó                                                                                          |
| Énekhangok                   | N/A             | Kovács Kati Kútvölgyi Erzsébet Máté Péter A Magyar Rádió gyermekkórusa A Néphadsereg férfikórusa |

További magyar hangok: Bárány Frigyes (TV-bemondó), Csellár Mihály, Csellár Réka (Naomi), Farkas Antal, Fillár István (Aban-Khan embereinek feje), Gálvölgyi János, Kautzky József, Kovács Krisztián, Pethes Sándor, Petrik József, Raksányi Gellért, Szűcs Gábor

## Betétdalok
| Dal                                    | Előadó                                          |
| -------------------------------------- | ----------------------------------------------- |
| Való igaz                              | Kútvölgyi Erzsébet                              |
| Míg nóta szól                          | A Néphadsereg férfikórusa                       |
| A jajkiáltás                           | Máté Péter                                      |
| Kissé molett és pocakos                | Kútvölgyi Erzsébet                              |
| Nézd, ugye édes                        | Máté Péter A Magyar Rádió gyermekkórusa         |
| A barátság                             | Kútvölgyi Erzsébet                              |
| Mr. McBow-Wow                          | Kovács Kati                                     |
| Nem tudom...                           | Kútvölgyi Erzsébet                              |
| És itt a fűre lépni is szabad          | Kútvölgyi Erzsébet                              |
| Az otthon a legszebb, legjobb ajándék! | Kovács Kati                                     |
| Jöjj, Hugó                             | Kútvölgyi Erzsébet                              |
| Vége-főcímdal                          | Kútvölgyi Erzsébet A Magyar Rádió gyermekkórusa |

## Televíziós megjelenések
- MTV-1 / M1, HBO, Duna TV, SATeLIT, Filmmúzeum, Minimax
- Magyar Mozi TV